# Valeria Novodvorskaja
Valerija Iljinitjna Novodvorskaja, född 17 maj 1950 i Baranavitjy, död 12 juli 2014 i Moskva, var en sovjetdissident samt rysk författare, journalist och oppositionspolitiker. Hon var bland annat grundare av, samt ledare för, Demokratitjeskij Sojuz, Sovjetunionens första officiella oppositionsparti.